# Албрехт IV фон Хакеборн
Албрехт IV фон Хакеборн 'Млади' (на немски: Albrecht IV von Hackeborn; † между 19 юни и 19 ноември 1332) е благородник, господар на Хелфта (днес част от Айзлебен) и Хакеборн при Ашерслебен в Саксония-Анхалт.
Той е син на Албрехт III 'Стари' фон Хелфта-Хакеборн († сл. 1304/1305) и Агнес фон Регенщайн († сл. 1274), дъщеря на граф Улрих I фон Регенщайн († 1265/1267) и графиня Лукард фон Грибен († 1273/1280).
Фамилията прави дарения от имоти на манастир Хелфта до Айзлебен.

## Фамилия
Албрехт IV фон Хакеборн се жени за пр. 21 март 1320 г. за София фон Лайзниг († сл. 27 декември 1323), дъщеря на бургграф Алберо III фон Лайзниг († 1309) и бургграфиня Агнес фон Майсен († сл. 1317), дъщеря на бургграф Майнхер III фон Майсен (1246 – 1308) и София († пр. 1323). Те имат децата:
- Албрехт VI фон Хакеборн († ок. 1368), господар на Хелфта, пфандхер на Фридебург, женен за Рикса фон Шрапелау († сл. 1335), дъщеря на Буркхард фон Шрапелау († 1274/сл. 1336) и Луитгард Ганз фон Витенберге-Перлеберг († 1292/сл. 1336); имат четири деца, между тях:
  - Албрехт VIII фон Хакеборн († сл. 1412), женен пр. 1363 г. за Ода фон Байхлинген-Ротенбург († ок. 1356)
- Агнес фон Хакеборн († сл. 1332)
- София фон Хакеборн († сл. 1332)
- Аделхайд фон Хакеборн († сл. 1344)
- дъщеря фон Хакеборн (вер. незалонна), омъжена за Буркхард Фазолт фон дер Асебург († 25 април 1365/14 февруари 1368), син на рицар Буркхард фон дер Асебург († 1342/1345) и София фон Хакеборн († ок. 1313), внучка на Албрехт II фон Хакеборн († сл. 1255), дъщеря на Лудвиг фон Хакеборн († 1298) и принцеса София фон Анхалт-Цербст († 1290), дъщеря на княз Зигфрид фон Анхалт-Цербст († 1298) и принцеса Катарина (Ериксдотер/Биргерсдотер) от Швеция († 1289); имат 6 деца
- Лудвиг фон Хакеборн († сл. 1382), женен за Елизабет фон Регенщайн († сл. 1378), дъщеря на граф Улрих IV фон Регенщайн († 1336/1338); баба и дядо на:
  - Хайнрих фон Варберг († 24 октомври 1410), епископ на Халберщат.